# Rivière Alex
Rivière Alex är ett vattendrag i Kanada.   Det ligger i provinsen Québec, i den östra delen av landet, 500 km nordost om huvudstaden Ottawa.
I omgivningarna runt Rivière Alex växer i huvudsak blandskog. Runt Rivière Alex är det glesbefolkat, med 12 invånare per kvadratkilometer.